# Huang Bei Jia
Dans ce nom chinois, le nom de famille, Huang, précède le nom personnel Bei Jia.
Pour les articles homonymes, voir Huang.
Huang Bei Jia (chinois : 黄蓓佳) est une autrice chinoise de fiction. 

## Biographie
Huang Bei Jia est née en 1955 à Rugao, province du Jiangsu, en Chine. Elle a commencé à écrire en 1972 et ses premiers travaux ont été publiés en 1973, en se concentrant sur la vie et les émotions des intellectuels, à l'université et dans la société. Beaucoup de ses œuvres précédentes mettent en vedette des étudiantes, naviguant dans des relations émotionnelles et des attitudes envers la masculinité chinoise. Les œuvres représentatives comprennent Carnival Every Night, Midnight Cocktail et Century Romance. Elle est par la suite devenue une autrice de renom pour les enfants et a été nommée auteur ou autrice chinois(e) pour l'année 2020 au prix Hans-Christian-Andersen. 
Huang est diplômée du département de littérature chinoise de l'Université de Pékin. Elle occupe un poste au Bureau des affaires étrangères de la province du Jiangsu. Elle est également directrice et vice-présidente de l'association des écrivains de la province du Jiangsu. Elle est membre de l'Association des écrivains chinois depuis 1984. 
En 2023, elle est sélectionnée pour le prestigieux prix suédois, le Prix commémoratif Astrid-Lindgren.

## Prix et distinctions
- Je veux être un enfant bienveillant a remporté un prix national exceptionnel de littérature pour enfants (Chine) et un prix de littérature pour enfants Soong Ching-ling.
- Aujourd'hui, je suis un porteur de drapeau a remporté un prix national de littérature pour enfants exceptionnelle (Chine) et un prix de littérature Bing Xin pour enfants.
- La voix et les doubles cercles rouges dans la composition ont été sélectionnés pour être des textes dans des manuels de langue chinoise.
- 2023 :  Sélection pour le Prix commémoratif Astrid-Lindgren[3]

## Travaux
(Les titres traduits ci-dessous sont approximatifs, sauf si des détails sur la publication sont fournis.)
- 《雨巷》 - Lane in the Rain (première publication en 1981)
- 《去年 冬天 在 郊外》 - L'hiver à la périphérie (première publication en 1982)
- 《玫瑰 房间》 - Rose Room (première publication en 1984)
- 《秋色 宜人》 - La soumission est l'automne (première publication en 1986)
- 《美满 家庭》 - Famille parfaite (première publication en 1990)
- 《仲夏 夜》 - Nuit de l'été (première publication en 1986)
- 《街心 花园》 - The Promenade Garden (première publication en 1987)
- 《冬 之 旅》 - Voyage en hiver (première publication en 1987)
- 《阳台》 - Le Balcon (première publication en 1989)
- 《忧伤 的 五月》 - Mai de tristesse (première publication en 1989)
- 《一错再错》 Des Erreurs sans fin (première publication en 1990)
- 《黄蓓佳 文集》 四卷 - Les œuvres rassemblées de Huang Bei Jia (4 vols)
- 《小船 ， 小船》 - Petit Bateau, Petit Bateau
- 《唱给 妈妈 的 歌》 - Chansons chanté pour maman
- 《我 飞 了》 - J'ai volé
- 《芦花 飘飞 的 时候》 - Quand l'Aloès flottait
- 《遥远 的 地方 片 一片 海》 - Une mer dans un lieu lointain
- 《漂 来 的 狗儿》 - Chiens à la dérive
- 《亲亲 我 的 妈妈》 - Embrasse ma mère
- 《我 要做 好孩子》 - Je veux être un gentil enfant
- 《今天 我 是 升旗 手》 - Aujourd'hui je suis un élévateur de drapeau
- 《在 水边》 - Au bord de l'eau
- 《这 一瞬间 如此 辉煌》 - C'est un tel moment brillant
- 《给 你 支 一支 梦幻曲》 - Jouer une fantaisie pour vous
- 《藤 之 舞》 - Danse pour la vigne
- 《窗口 风景》 - Vue de la fenêtre
- 《生命 激荡 的 印痕》 - Agiter l'empreinte de la vie
- 《何处 归程》 - Où est la sortie?
- 《午夜 鸡尾酒》 - Cocktail de minuit
- 《夜夜 狂欢》 - Carnaval toutes les nuits
- 《世纪 恋情》 - Romance du siècle
- 《派克 式 左轮》 - Revolver à la Parker (adapté aussi aux séries télévisées)
- 《新 乱世佳人》 - Nouveau parti avec le vent
- 《婚姻 流程》 Processus de mariage
- 《目光 一样 透明》 Transparent comme des yeux
- Voix
- Double cercles rouges dans la composition
- Membres de la famille (extrait), traduit par Josh Stenberg. Chinese Arts and Letters 1, 2 (2014) : 8-54.

Travaux traduits
- Huang Bei Jia (trad. du chinois), L'école des vers à soie : roman, Arles, Philippe Picquier, 2002, 260 p. (ISBN 2-87730-621-6)
- 《亲亲 我 的 妈妈》 Huang Bei Jia (trad. du chinois), Comment j'ai apprivoisé ma mère : roman, Arles, Philippe Picquier, 2008, 310 p. (ISBN 978-2-87730-997-4)
- 《雨巷》Huang Bei Jia (trad. du chinois), Ephémère beauté des cerisiers en fleurs : [roman], Paris, You Feng, 2005, 226 p. (ISBN 2-84279-237-8)

## Crédit d'auteurs
- (en) Cet article est partiellement ou en totalité issu de l’article de Wikipédia en anglais intitulé « Huang Beijia » (voir la liste des auteurs).